# Léon Glovacki
Léon Glovacki, (Libercourt, 19 de fevereiro de 1928 - Genebra, 9 de setembro de 2009) foi um futebolista francês. Ele competiu na Copa do Mundo FIFA de 1954, sediada na Suíça, na qual a seleção de seu país terminou na nona colocação dentre os 16 participantes.